# Vila Mariana (métro de São Paulo)
Vila Mariana est l'une des stations de la ligne 1 - Bleue du métro de São Paulo. Elle a été ouverte le 14 septembre 1974. Pendant 5 mois et 3 jours elle était le terminus de la ligne, dans sa direction nord. La demande moyenne de cette station est de 28 000 voyageurs par jour, selon les données du métro. Elle est intégrée au Terminus d'autobus de Vila Mariana.

## Situation sur le réseau

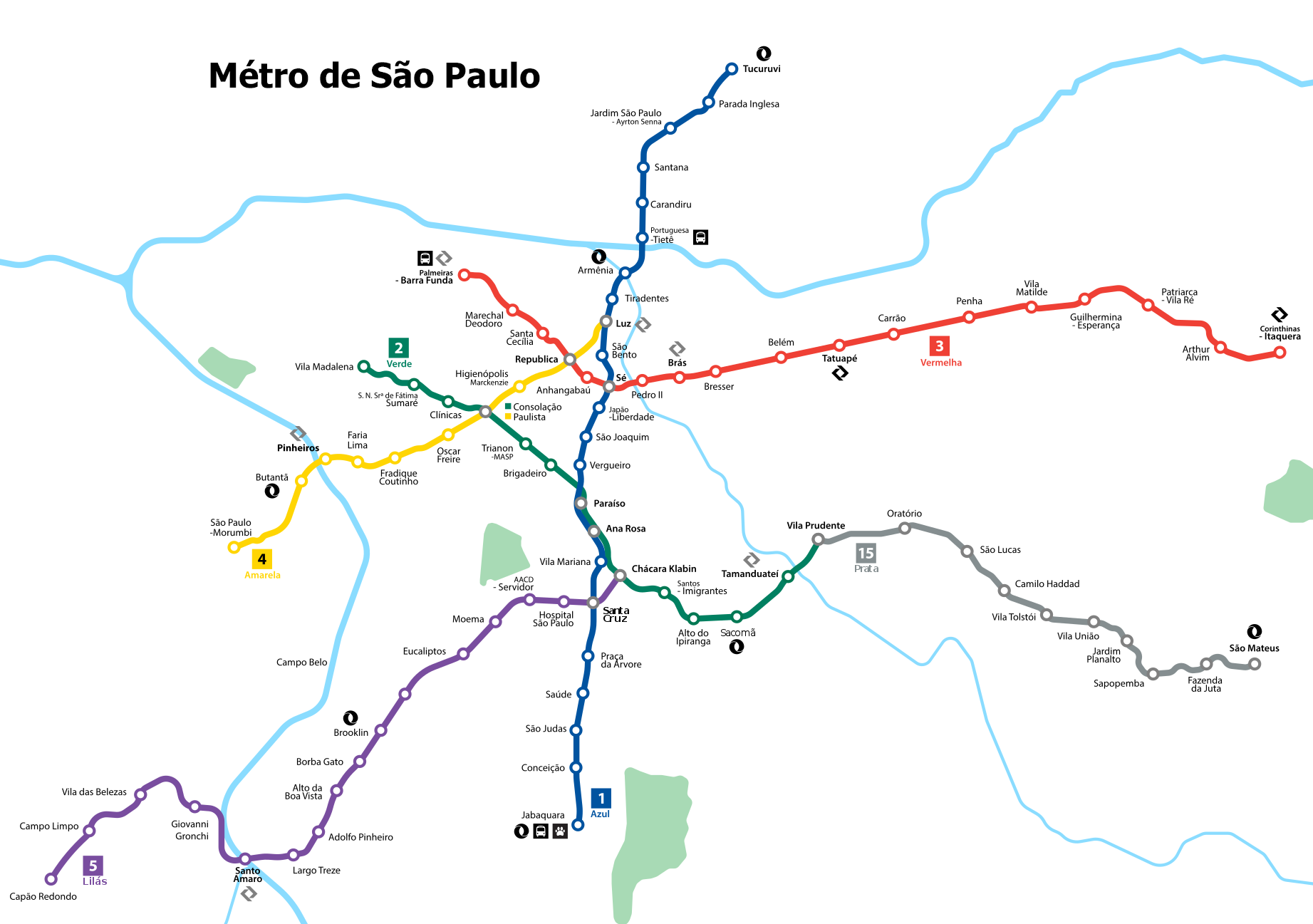
Plan du Métro de São Paulo 2020.

Établie en souterrain, la station Vila Mariana est située sur la ligne 1 - Bleue, entre les stations : Ana Rosa, en direction du terminus Tucuruvi, et Santa Cruz, en direction du terminus Jabaquara.

## Histoire
La station Vila Mariana a été ouverte le 14 septembre 1974, avec la ligne 1, étant le terminus nord de la ligne, avant l'expansion vers Liberdade. Avec la construction de la station est venue la construction de l'avenue Professor Noé Azevedo où elle se situe.

## Caractéristiques
La station est enterrée, avec une mezzanine de distribution et des quais latéraux à la structure en béton apparent. Elle compte avec une superficie construite de 7 190 m². La capacité de la station est de 20 000 voyageurs par heure de pointe.

## Œuvres d'art
- "Gente, Viagem, Mente" (panneau), Leilah Costa, Mosaic (2008), vitrail (Vidrotil) (3,71 x 4,79 m), installé à l'accès ouest de la station, sur le mur au-dessus des escaliers d'accès au quai direction Tucuruvi[4].

## Tableau
| Code | Station      | Inauguration      | Capacité                        | Intégration                 | Quais    | Position    | Notes                                     |
| ---- | ------------ | ----------------- | ------------------------------- | --------------------------- | -------- | ----------- | ----------------------------------------- |
| VMN  | Vila Mariana | 14 septembre 1974 | 20 mille voyageurs heure/pointe | Bilhete Único de la SPTrans | Latéraux | Souterraine | Station avec structure en béton apparent. |

## À proximité
- Studios de la Rádio América
- Église Santa Rita de Cássia
- TV Canção Nova
- Colégio Madre Cabrini
- Lycée Pasteur